# فینال کوپا آمریکا ۲۰۲۱
فینال کوپا آمریکا ۲۰۲۱ یک مسابقهٔ فوتبال برای تعیین برندگان کوپا آمریکا ۲۰۲۱ بود. این مسابقه چهل و هفتمین فینال کوپا آمریکا بود، یک تورنمنت چهارساله که توسط تیم‌های ملی مردان اتحادیه‌های عضو کونمبول به رقابت پرداختند. این مسابقه در ورزشگاه ماراکانا در ریودوژانیرو، برزیل در ۱۰ ژوئیه ۲۰۲۱ برگزار شد.
در این مسابقه دو تیم رقیب حضور داشتند: آرژانتین مقابل میزبان مسابقات و مدافع عنوان قهرمانی برزیل. آرژانتین در این مسابقه با نتیجه ۱–۰ پیروز شد و پانزدهمین عنوان قهرمانی خود در کوپا آمریکا و نخستین بار از سال ۱۹۹۳ را به‌دست‌آورد. کاپیتان لیونل مسی را پس از گذشت شانزده سال از دوران حرفه‌ای خود، نخستین جام بین‌المللی بزرگسالان خود را به‌دست‌آورد. آرژانتین همچنین با رکورد اروگوئه در قهرمانی کوپا آمریکا برابری کرد. آرژانتین قهرمان جام قهرمانان کونمبول–یوفا در برابر ایتالیا و همچنین جام جهانی فوتبال ۲۰۲۲ شد.

## زمینه
آرژانتین و برزیل رقبای دیرینه‌ای هستند که ۱۰۷ بازی در رقابت‌های بین‌المللی انجام داده‌اند. این دو تیم از موفق‌ترین تیم‌های فوتبال آمریکای جنوبی هستند و در سه فینال پیشین کوپا آمریکا در سال‌های ۱۹۳۷، ۲۰۰۴ و ۲۰۰۷ به مصاف هم رفته بودند.
در بنگلادش، جایی که دو تیم طرفداران زیادی دارند، پلیس پس از درگیری میان هواداران رقیب، تجمع در فضای باز را در مناطق روستایی خاص ممنوع کرد. در ناحیه برهمن‌بریه، درگیری میان هواداران منجر به مصدومیت شدید چهار نفر شد.

## محل
کوپا آمریکا ۲۰۲۱ در ابتدا قرار بود به میزبانی آرژانتین و کلمبیا برگزار شود و فینال آن برای ۱۲ ژوئیه ۲۰۲۰ در ورزشگاه متروپولیتانو روبرتو ملندز در بارانکیا، کلمبیا برنامه‌ریزی شده بود. در ۱۷ مارس ۲۰۲۰، کونمبول اعلام کرد که این مسابقات به دلیل همه‌گیری کووید-۱۹، در کنار جام ملت‌های اروپا ۲۰۲۰ یک سال به تعویق خواهد افتاد. هفته‌ها قبل از مسابقات، کلمبیا به دلیل اعتراض‌های جاری در این کشور به عنوان میزبان حذف شد، در حالی که آرژانتین اعلام کرد که به دلیل بدتر شدن نرخ ابتلا به کووید-۱۹ قادر به میزبانی نخواهد بود و با وجود میزان بالای مرگ و میر با برزیل جایگزین شد.
برای دومین بار متوالی فینال در ورزشگاه ماراکانا شهر ریودوژانیرو، بزرگ‌ترین ورزشگاه برزیل برگزار شد. به دلیل محدودیت‌های کووید-۱۹، با ظرفیت ۱۰ درصد یا ۶٬۵۰۰ تماشاگر برای بازی افتتاح شد. این ورزشگاه به دلیل زمین آسیب دیده از میزبانی مسابقات در دورهای قبلی مسابقات حذف شد و با ورزشگاه المپیک ژائو هاولانژ جایگزین شد، جایی که بازیکنان از سطح بازی انتقاد کردند. زمین در ماراکانا چند روز قبل از فینال توسط کونمبول دوباره تنظیم شد.

## مقامات
قضاوت این دیدار بر عهده استبان اوستویچ از اروگوئه بود. اوستوجیچ به همراه دیگر خط‌نمای اروگوئه‌ای کارلوس باریرو و مارتین سوپی، بازی‌های مرحله گروهی بین برزیل و ونزوئلا، پرو و کلمبیا، و بازی یک چهارم نهایی بین پرو و پاراگوئه را قضاوت کردند. داور پرویی دیگو هارو چهارمین داوری بود که در بازی مرحله گروهی بین بولیوی و پاراگوئه قضاوت کرد و همچنین داور چهارم در بازی مرحله گروهی آرژانتین و بولیوی بود. آندرس کونیا اروگوئه‌ای کمک داور اصلی ویدیویی بود.